# 日産・Z型エンジン
日産・Z型エンジンとは、日産自動車が1977年から1997年まで製造していた、1.6リットルから2.4リットルの自動車エンジンである。

## 概要
Z型エンジンは排気量を増大させるために、シリンダーの長さを延長したハイブロックの手法を用いているZ24を除いて、初期の直列4気筒L型エンジンとほとんど同一の鋳鉄製シリンダーブロックを用いており、実質的なL型4気筒の後継・改良機にあたる。全てのZ型エンジンはバルブトレーンにSOHCを採用していた。Z型エンジンの最も大きな特徴は、吸気ポートを排気ポートの反対の車両右側に移動することにより、性能向上と公害低減を両立したアルミニウム合金製・半球型燃焼室のクロスフローシリンダーヘッドの採用であった。この変更により、燃料と空気の混合気がより容易に燃焼室に入り込めるようになり、排気ポートを通過する排気ガスの速度が向上したことで、より効率的にシリンダー内部の掃気を行えるようになり、復帰パルスを低減することができた。
また、Z型エンジンには独自の排ガス対策機構として、高回転域まで大量の排気ガスを循環させるように設定されたEGRが装備され、EGRによる点火不良の克服と混合気の燃焼伝播速度を高速化する目的で、1気筒辺り2本の点火プラグを装備するツインプラグ構成が併用された。大容量EGRによってNOxが低減され、残るCOとHCは当時比較的安価だった酸化触媒（二元触媒）と二次空気導入装置にて浄化する仕組みであり、日産はこの機構を急速燃焼方式と称し、ペットネームとしてNAPS-Zと名付けた。Z型エンジンはこれらの改良により昭和53年排出ガス規制を初めとするマスキー法準拠の厳しい排ガス規制を、比較的簡素な機構でクリアすることに成功した。
燃料供給装置はダウンドラフト式キャブレターがシリーズを通じて主体であったが、後年では乗用車向けに電子制御式燃料噴射装置を備えたものや、過給機を装着した高性能エンジンもラインナップされた。Z型エンジンはターンフローのL型4気筒搭載車両を近代化する役割を担い、1970年代から1980年代にかけての日産の中型4気筒エンジンの中核を成す存在であったが、登場当初から急速燃焼に伴う燃焼騒音が問題点および技術課題として俎上に上がっており、その後の燃焼騒音対策の技術開発を促す契機ともなった。また、Z型エンジンで確立された大量EGR・ツインプラグによる急速燃焼技術は、当時としては画期的且つ安価な排ガス対策機構であったが、1980年代中盤以降は三元触媒の普及と低廉化によって次第にその存在意義が薄くなっていき、横置きエンジンの前輪駆動車の台頭によってより小型軽量なエンジンが求められたことにもより、後に乗用車向けは日産・CAエンジン、ワゴンや商用車向けは日産・KAエンジンと日産・NAエンジンにそれぞれ置き換えられていった。

## Z16（Z16S）
Z16は1978年に初登場。前年デビューのZ18の廉価版という扱いで、海外市場では特定地域向けの日産・ナバラ（D21型）のベースグレードで使用されていた。後年のZ16Eと区別するためにZ16S（Sはキャブレターを意味する）と表記される場合もあり、直列4気筒、SOHC 8バルブで、ダウンドラフト式シングルキャブレターという構成であった。Z16は他地域でも廉価モデルに採用される場合があり、代表的なものが日本市場の910型ブルーバードである。
Z16には商用車用エンジンがラインナップされており、乗用車用エンジンとは異なり1気筒当たり点火プラグ1本のシングルプラグ仕様のシリンダーヘッドが採用されていた。
参考スペック
- 総排気量 : 1,595 cc
- 内径×行程 : 83.0×73.7 mm
- 圧縮比 : 8.8:1
- 最高出力（グロス） : 82 PS / 5,000 rpm（シングルプラグ仕様）[4]、95 PS / 6,000 rpm（ツインプラグ仕様）
- 最大トルク（グロス） : 13.7 kg･m/3,200 rpm（シングルプラグ仕様）[4]、13.5 kg･m / 3,600 rpm（ツインプラグ仕様）

採用車種:
- 720型 日産・ダットサントラック（シングルプラグ仕様）
- D21型 日産・ナバラ（日本名:ダットサントラック / シングルプラグ仕様）
- J810型 日産・ブルーバード
- J910型 日産・ブルーバード
- FB22型 日産・アトラス（シングルプラグ仕様）
- BC211型 日産・スカイライン
- PA11型 日産・バイオレット / 日産・オースター / 日産・スタンザ

## Z16E
Z16Eは、Z16Sの燃料供給装置を電子制御式燃料噴射装置（EGI）に変更したもの。Z16Sと同時期に登場し、主に中級グレードに採用された。Z16Sとほぼ同じ内部構造であるが、若干の出力向上がなされている。
参考スペック
- 最高出力（グロス） : 105 PS / 6,000 rpm
- 最大トルク（グロス） : 13.8 kg･m / 4,000 rpm
  - その他の数値はZ16Sに準ずる。

採用車種:
- PA11型 日産・バイオレット / オースター / スタンザ

## Z18（Z18S）

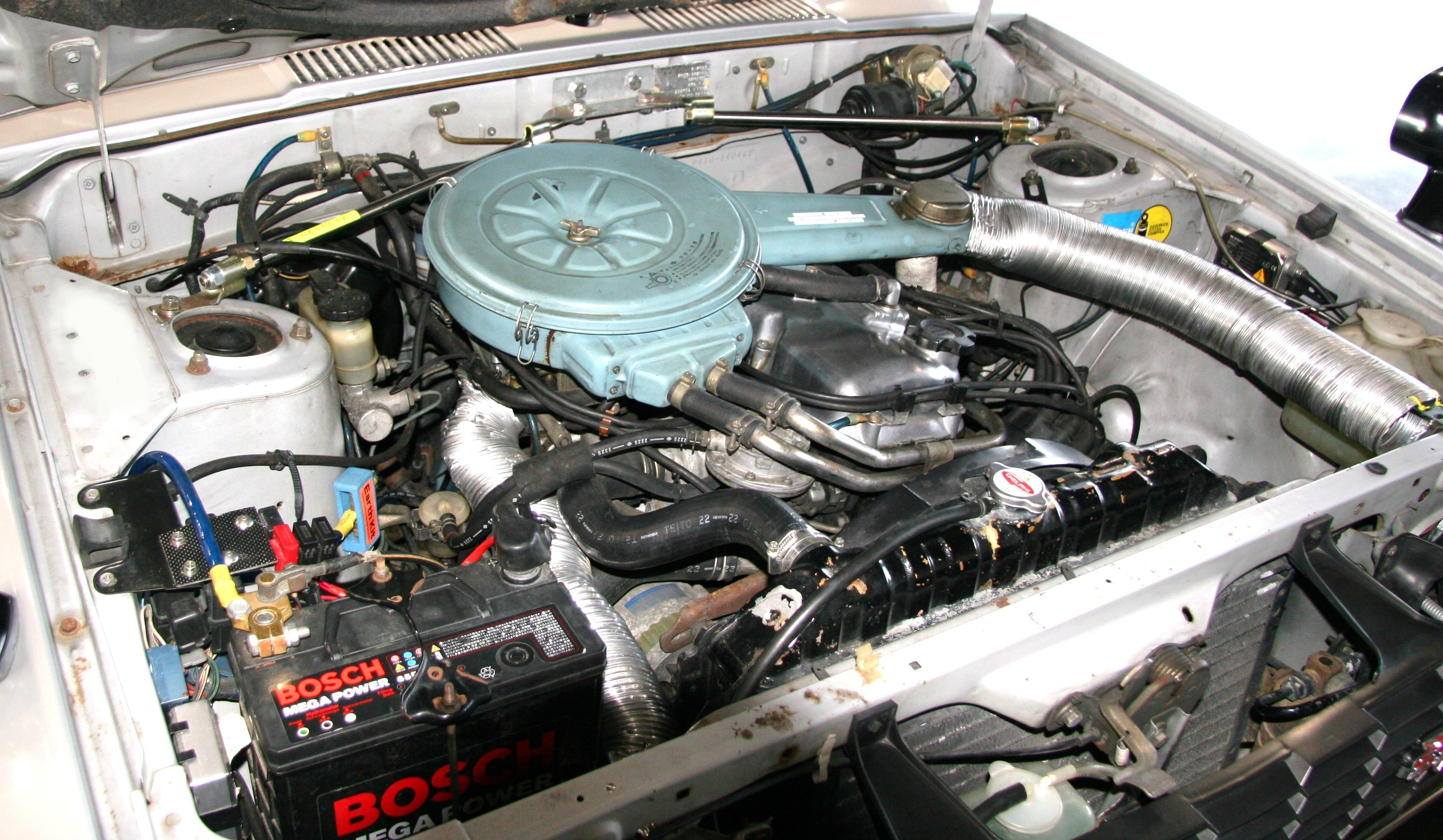
910系ブルーバード 1800SSSのZ18Sエンジン

Z18は1977年にZ型エンジンの最初の機種としてデビュー、1.8 L (1,770 cc)のSOHC 8バルブの直列4気筒で、本質的には旧型のL18型直列4気筒のクロスフロー版といえるものである。内径×行程は 85.0 mm×78.0 mm。1980年のツインキャブレター仕様は105 PS (77 kW) / 6,000 rpm（SAE / グロス）を発揮した。
輸出仕様はダットサン・180K（C210型スカイライン）のものが77 PS (56.6 kW) / 5,600 rpm
（DIN / ネット）、910型ブルーバードのものが86 PS (63.3 kW)、ツインキャブレター仕様の910型ブルーバードSSSおよび輸出用シルビアが90–92 PS (66.2–67.7 kW)であった。
Z18も商用車用エンジンがラインナップされており、1気筒当たり点火プラグ1本のシングルプラグ仕様のシリンダーヘッドが採用されていた。
参考スペック
- 総排気量 : 1,770 cc
- 圧縮比 : 8.8:1
- 最高出力（グロス） : 105 PS / 6,000 rpm
- 最大トルク（グロス） : 15.0 kg･m / 3,600 rpm
  - 上記はツインプラグ仕様エンジンのもの

採用車種:
- 811型 日産・ブルーバード
- P910型 日産・ブルーバード / ダットサン・180B
- PC231型 日産・ローレル / ダットサン・180L 1978年11月-1980年11月
- C31型 日産・ローレル 1980年11-1982年9月
- JF30型 日産・レパード 1800
- S110型 日産・シルビア / 日産・ガゼール
- PC211型 日産・スカイライン 1800 / ダットサン・180K
- PJR30型 日産・スカイライン 1800
- RA11型  日産・バイオレット / オースター / スタンザ / ダットサン・180J
- Y720型 日産・ダットサントラック（1982-1985 シングルプラグ仕様）
- D21型 日産・ダットサントラック（シングルプラグ仕様）
- VNE23型 日産・キャラバン / 日産・ホーミー（共にシングルプラグ仕様）

## Z18E
Z18Eは、主に日本市場向けに生産された1.8 L (1,770 cc)の燃料噴射装置仕様（EGI）のエンジンである。Z16Eと同じく主に上位グレード向けという位置づけのエンジンで、ほとんどの仕様はZ18Sと同一であったが、最大出力は1980年（ブルーバード、スカイライン）の時点で115 PS (85 kW) / 6,000 rpm（SAE / グロス）に増加している。
参考スペック
- 圧縮比 : 8.8:1
- 最高出力（グロス） : 115 PS / 6,000 rpm
- 最大トルク（グロス） : 15.5 kg･m / 3,600 rpm
  - その他の数値はZ18Sに準ずる。

採用車種:
- 日産・ブルーバード 910型
- PC211型 日産・スカイライン 1800TI
- PJR30型 日産・スカイライン 1800TI
- RA11型  日産・バイオレット / オースター / スタンザ
- S110型 日産・シルビア / ガゼール
- P811型 日産・ブルーバード 1800SSS-Ｅ/1800SSS-Ｅ・S
- PJ811型　日産・ブルーバード　1800GF-Ｅ
- P910型 日産・ブルーバード

## Z18ET
Z18ETは、主に日本市場向けに生産された1,770 ccの、ターボチャージャーおよび燃料噴射装置仕様（EGI）のエンジンである。Z18ETはZ型エンジン史上最大の馬力を誇るハイチューンエンジンで、135 hp (101 kW)を発揮した。
参考スペック
- 圧縮比 : 8.3:1
- 最高出力（グロス） : 135 PS / 6,000 rpm
- 最大トルク（グロス） : 20.0 kg･m / 3,600 rpm
  - その他の数値はZ18Eに準ずる。

採用車種:
- S110型 日産・シルビア ターボZSE,ZSE-X / ガゼール ターボXE,XE-II 1979-1983
- P910型 日産・ブルーバード ターボSSS,SSS-X,SSS-S / ダットサン・ブルーバード910 1979-1986

## Z18P

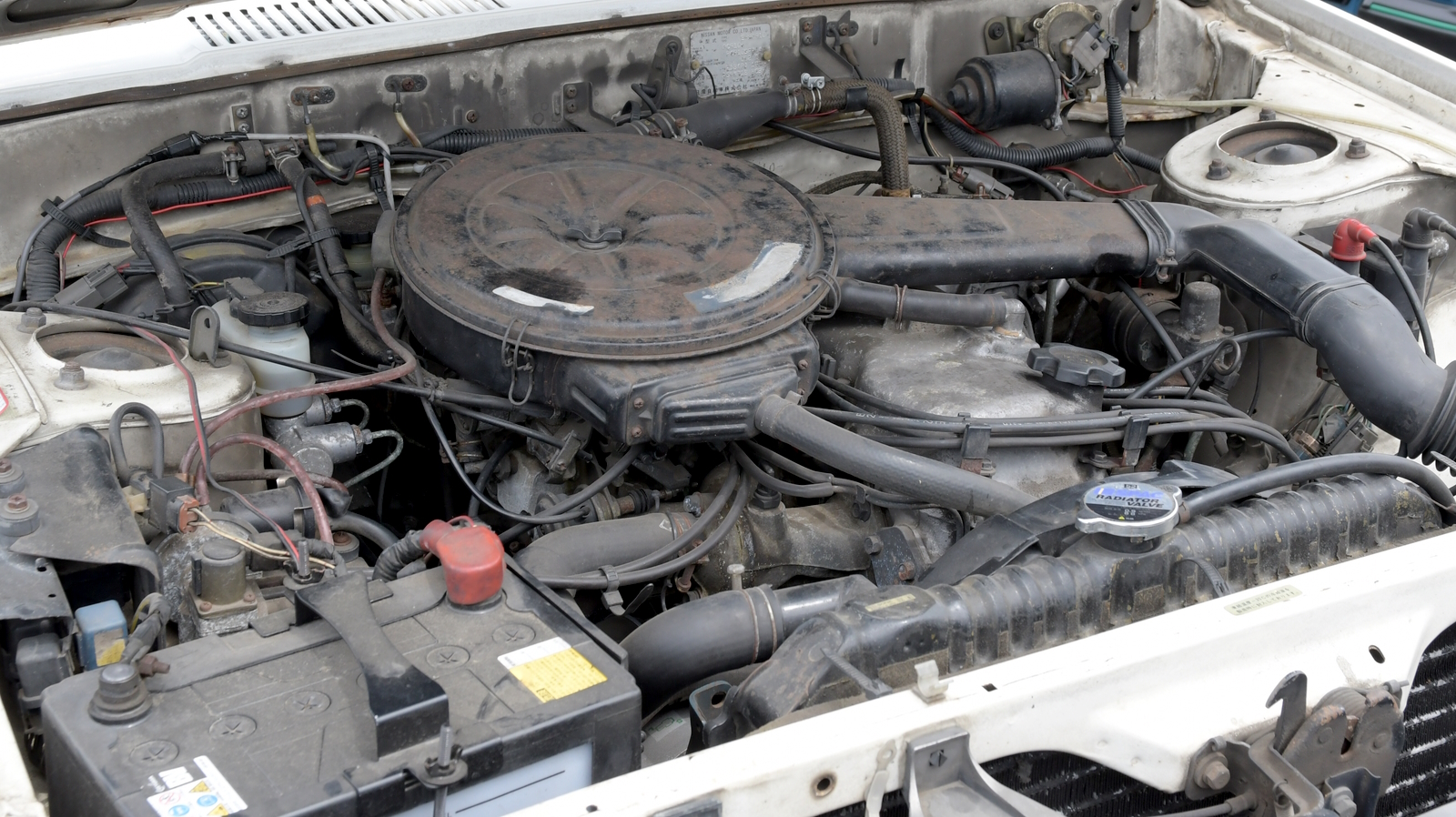
Z18P

Z18Pは、日本のタクシー市場向けに生産されたLPGを燃料とするエンジンである。商用車用のZ18と異なり、乗用車と同じツインプラグ仕様となっていた。
採用車種:
- PJ811型 / PJ910/PC910型 日産・ブルーバード（営業車、教習車、個人タクシー向け） 1979.2-1993.7

## Z20S（Z20）
Z20Sは、1,952 ccのエンジンである。燃料供給装置はキャブレターであるが、生産時期によりZ20とのみ表記される場合もある。内径85.0 mm×行程86.0 mm。生産時期は1979年から1984年である。このエンジンも、シリンダーブロックを始め、腰下の下部のコンポーネントの多くがL20Bと共用されている。
Z20SもZ16やZ18と同じく商用車用エンジンがラインナップされており、1気筒当たり点火プラグ1本のシングルプラグ仕様のシリンダーヘッドが採用されていた。このシングルプラグ仕様のZ20SはZ型エンジン史上最も遅くまで生産が継続されたエンジンであり、E23型キャラバン / ホーミーにおいては日本国内では1995年、世界全体では1997年まで製造され続けた。
参考スペック
- 総排気量 : 1,952 cc
- 圧縮比 : 8.5:1
- 最高出力（グロス） : 105 PS / 5,200 rpm
- 最大トルク（グロス） : 16.5 kg･m / 3,200 rpm
  - 上記はUC231型 日産・ローレル、ツインプラグ仕様のもの

採用車種:
- A10型 ダットサン・510（日本名:スタンザ）（88 hp/66 kW, SAE / ネット） 1979-1981
- 910型 日産 / ダットサン・ブルーバード 1979-1983[6]
- 720型 ダットサン・720（日本名:ダットサントラック / シングルプラグ仕様） 1981-1984
- C120型 バネットSGX 1981-1985
- GC120型 バネットラルゴ 1982-1986
- E23型 1980-1986 日産・キャラバン / （ダットサン・）アーバン / 日産・ホーミー（1979年-1986年 ツインプラグ仕様）（105 PS/77 kW / 5,200 rpm）[7]
- GE23型 日産・キャラバン  / ホーミー（1982年 - 1986年 シングルプラグ仕様）
- E24型1986-1997 日産・キャラバン / アーバン / ホーミー（1986年-1997年 ツインプラグ仕様）[7]
- GE24型 日産・キャラバン  / ホーミー（1986年 - 1990年 シングルプラグ仕様）
- D21型 ダットサントラック（シングルプラグ仕様）
- UC231型 日産・ローレル 1979.10-1980.11
- UJC31型 日産・ローレル 1980.11-1984.10（110 PS/81 kW / 5,600 rpm）[8]

アメリカ合衆国では、Z20Sは1980年-1981年のダットサン・510（A10型）でのみ選択可能であった。

## Z20E
Z20Eは、1979年から1984年7月に掛けて生産されたZ20Sの燃料噴射装置仕様のエンジンであり、内径×行程はZ20Sと同一ながらもZ20Sよりも全長の長いコネクティングロッドと、短い圧縮高のピストンが組み込まれていた。このエンジンは100 PS（74 kW / ネット）を発揮した。Z20Eは720型ダットサントラックでは選択出来ず、キャブレター仕様のみであった。720型およびD21型の米国仕様ではZ20Eは選択出来ず、カリフォルニア仕様のみで利用できた。
参考スペック
- 最高出力（グロス） : 120 PS / 5,600 rpm
- 最大トルク（グロス） : 17.0 kg･m / 3,600 rpm
  - 上記はS110型 日産・シルビア、ツインプラグ仕様のもの
    - その他の基本的な仕様はZ20Sに準ずるが、内部部品の構成がZ20Sと異なる。

採用車種:
- S110型 ダットサン・200SX（日本名: シルビア） 1979-1981
- D21型 日産・ピックアップ カリフォルニア仕様（日本名: ダットサントラック） 1985-1988 日産・ピックアップ D21型
- KUC211型 日産・スカイライン
- UJR30型 日産・スカイライン
- Y910/YJ910型 日産・ブルーバード

## Z20P
Z20Pは、日本のタクシー市場向けに生産されたLPGを燃料とするエンジンである。商用車用のZ20Sと異なり、乗用車と同じツインプラグ仕様となっていた。
採用車種:
- 430型 日産・グロリア / 日産・セドリック（タクシー向け） 1979.6-1983.6

## Z22S
Z22Sは、2.2 L (2,187 cc)のキャブレター仕様4気筒エンジンで、1981年から1983年に掛けて製造された。内径87.0 mm×行程92.0 mm。米国市場のダットサン・720においては86 hp（64 kW / SAE ネット）を発揮した。なお、Z22Sは日米共に商用車のみの展開であったが、Z18やZ20Sのようなシングルプラグ仕様は設定されなかった。
参考スペック
- 総排気量 : 2,187 cc
- 最高出力（グロス） : 105 PS / 5,000 rpm
- 最大トルク（グロス） : 18.1 kg･m / 2,800 rpm
  - 上記はW40型 日産・シビリアン、ツインプラグ仕様のもの

採用車種
- 720型 ダットサン・720 1981-1983
- W40型 日産・シビリアン

## Z22E
Z22Eは、1981年から1983年に掛けて生産されたZ22Sの燃料噴射装置仕様のエンジンであり、北米市場でのみ販売された。このエンジンもZ20Eと同様に、内径×行程と圧縮比はZ22Sと同一ながらも、Z22Sよりも全長の長いコネクティングロッドと、短い圧縮高のピストンが組み込まれていた。
参考スペック
- 圧縮比 : 8.5:1[10]
- 最高出力（ネット） : 103 PS / 5,200 rpm[6]
- 最大トルク（ネット） : 129 ft·lbf（175 N·m） / 2,800 rpm
  - 上記はS110型 ダットサン・200SX、ツインプラグ仕様のもの
    - その他の基本的な仕様はZ22Sに準ずる。生産期間の後期のものは、内部部品の構成がZ22Sとは変更された。

採用車種:
- S110型 ダットサン・200SX 1981-1983 ダットサン・200SX

## Z24（Z24S）
Z24は、1983年から1989年8月まで北米市場のみで製造された2.4 L (2,389 cc)の直列4気筒エンジンである。キャブレター仕様の為、Z24Sと表記される場合もある。
参考スペック:
- 総排気量 : 2,389 cc
- 内径×行程 : 89.0 mm ×96.0 mm
- 圧縮比 : 8.3:1
- 最高出力（ネット） : 103 hp (77 kW) / 4,800 rpm
- 最大トルク（ネット） : 134 ft·lbf（182 N·m） / 2,800 rpm
  - 上記は1984-1986年製のもの

採用車種:
- 720型 ダットサン・720 1983-1986年

## Z24i
Z24iは、1985年4月から1990年に掛けて北米市場のみで製造された、Z24の燃料噴射装置版エンジンである。Z24iは他排気量の「E」表記のものと異なり、インジェクターがインテークマニホールドではなく、スロットルボディに配置されたシングルポイントインジェクション（SPI）である為に、マルチポイントインジェクション（MPI）の他排気量と区別する意味で「i」の表記が用いられている。
Z24iは、1985年のモデルイヤーにおいて、ダットサン・720 STピックアップに最初に搭載され、1990年にKA24Eに置き換えられた。燃料噴射装置化と並んで、Z24iの重要な変更点は、真空進角式ディストリビューター内に光学式クランク角センサーが追加された事である。こうした点火装置の改良で、より正確な点火時期とエンジン制御が可能となった。
参考スペック:
- 最高出力（ネット） : 103 hp (77 kW) / 4,800 rpm
- 最大トルク（ネット） : 134 ft·lbf（182 N·m） / 2,800 rpm
  - 上記は1986-1987年製のもの
- 最高出力（ネット） : 106 hp (79 kW) / 4,800 rpm
- 最大トルク（ネット） : 137 ft·lbf（186 N·m） / 2,400 rpm
  - 上記は1988-1989年製のもの

採用車種:
- 720型 ダットサン・720 1986年（オプション設定）
- D21型 日産・ハードボディトラック（日本名: ダットサントラック） 1986-1990年
- WD21型 日産・パスファインダー 1986-1990年
- C22型 日産・バネット / ノマド 1987-1990年

## アメリカでの商品展開
北米市場で販売された全てのZ20、Z22およびZ24エンジンは、NAPS-Z（NAPZまたはNAPEZとも）エンジンとして知られており、北米でもNAPSはNissan Anti-Pollution Systemの略として認知されていた。日本市場と異なり、北米市場のNAPS-Zエンジンのうち、1982年以前に製造されたものと、パスファインダーに搭載されたZ24iは原則として乗用車用エンジンであってもシングルプラグヘッドが搭載されていた。
しかし全米50州のうち唯一、周年の厳しい排ガステスト（スモッグチェック制度）が車両所有者に義務付けられたカリフォルニア州においては、上記を含めた全てのNAPS-Zエンジンにツインプラグヘッドが搭載され販売された。